# OlliOlli 2: Welcome to Olliwood
OlliOlli 2: Welcome to Olliwood est un jeu vidéo de skateboard développé par Roll7. C'est la suite de OlliOlli.
Il est sorti le 3 mars 2015 sur PlayStation Vita et PlayStation 4, puis sur PC (Microsoft Windows, Linux, Mac OS) le 11 août 2015,.

## Système de jeu
OlliOlli 2 reprend les bases du gameplay de OlliOlli. Ont été rajoutés plusieurs figures (dont les manuals) ainsi que le skatepark, qui sert de tutoriel.
Une fois un niveau terminé, le joueur peut y revenir afin d'y réussir 5 défis. Ceux-ci permettent de débloquer la version "pro" du niveau.

## Accueil

### Critique
OlliOlli 2: Welcome to Olliwood a reçu un accueil favorable de la part de la presse spécialisée, avec une note agrégée de 86 % donnée par Metacritic pour la version PlayStation 4, et des notes similaires pour les autres plates-formes.